# Ławeczka ks. Augustyna Szamarzewskiego w Środzie Wielkopolskiej
Ławeczka ks. Augustyna Szamarzewskiego w Środzie Wielkopolskiej – uliczny pomnik polskiego działacza społecznego i księdza rzymskokatolickiego związanego z Wielkopolską, Augustyna Szamarzewskiego. Znajduje się w Środzie Wielkopolskiej, na skwerze pomiędzy ul. Ratuszową i Sejmikową. Został odsłonięty 8 października 2016 z inicjatywy Średzkiego Towarzystwa Kulturalnego.

## Opis
Pomnik zlokalizowany jest w pobliżu Kolegiaty Najświętszej Maryi Panny Wniebowziętej w Środzie Wielkopolskiej, w której prawie 30 lat pełnił swoją posługę duszpasterską ks. Augustyn Szamarzewski. 
Na granitowym walcu posadowiona jest wykonana z brązu figura siedzącego ks. Augustyna Szamarzewskiego w sutannie, trzymającego brewiarz w prawej ręce. Figura jest patynowana. Na prawo od figury znajduje się granitowa ławeczka w kształcie łuku. Na monumencie znajduje się inskrypcja: KS. AUGUSTYN SZAMARZEWSKI 1832–1891.
Pomnik został wykonany według projektu Chrystiana Gomolca. Odlew rzeźby wykonała firma Brązart z Pleszewa, natomiast elementy z granitu Eryk Radek ze Środy Wielkopolskiej. Na ławeczce upamiętnia to inskrypcja: PROJEKT: CH. GOMOLEC / WYKONAWCA: ERYK RADEK ”FENIX”.

## Odsłonięcie
Odsłonięcie pomnika odbyło się 8 października 2016. W uroczystości wziął udział m.in. burmistrz Środy Wielkopolskiej Wojciech Ziętkowski, Radna Sejmiku Województwa Wielkopolskiego Mirosława Katarzyna Kaźmierczak, wiceprzewodniczący Rady Miejskiej Bartosz Wieliński oraz prezes Średzkiego Towarzystwa Kulturalnego Bożenna Urbańska. Poświęcenia dokonał ks. kanonik Janusz Śmigiel, proboszcz parafia Wniebowzięcia Najświętszej Maryi Panny.

## Galeria

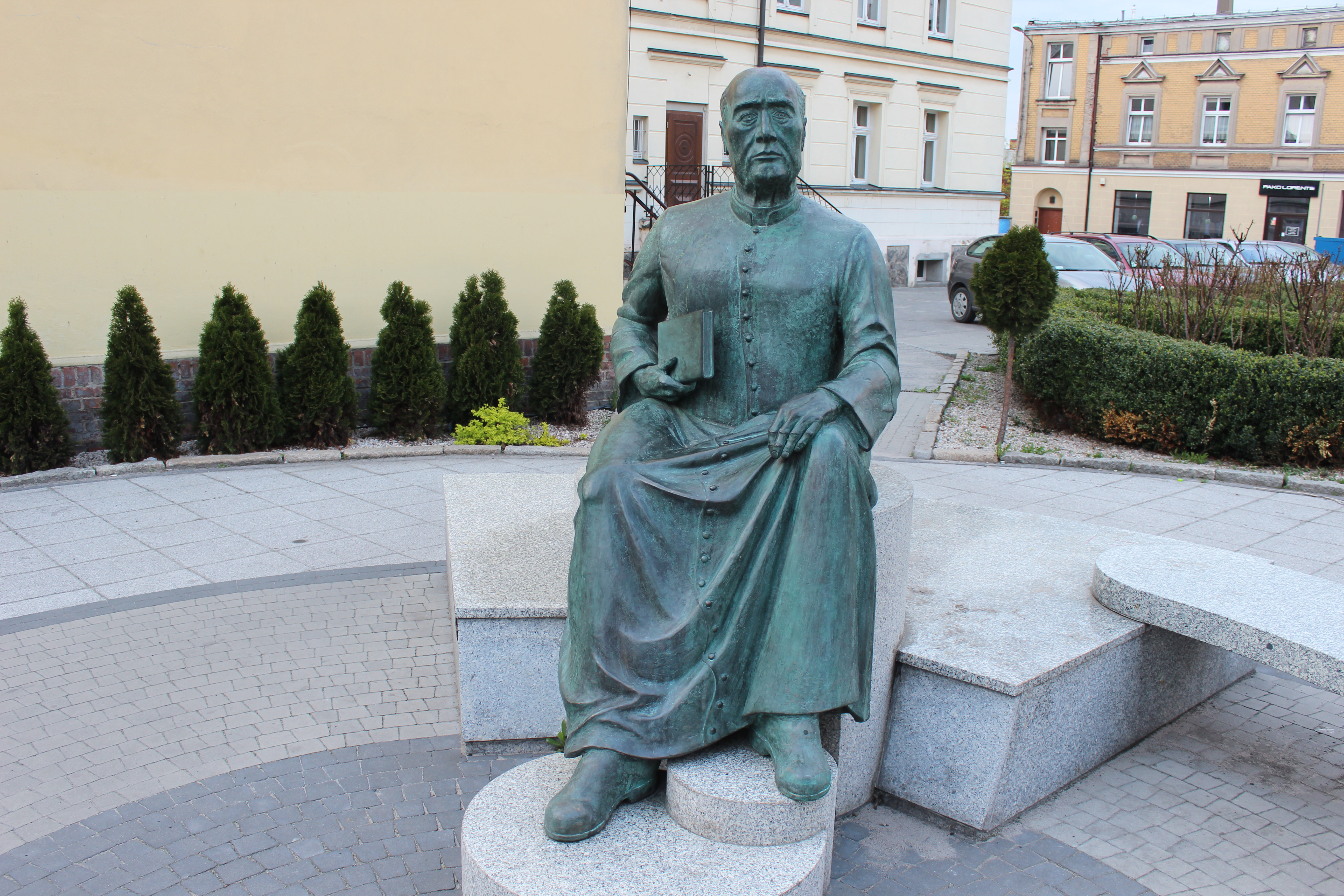
Figura
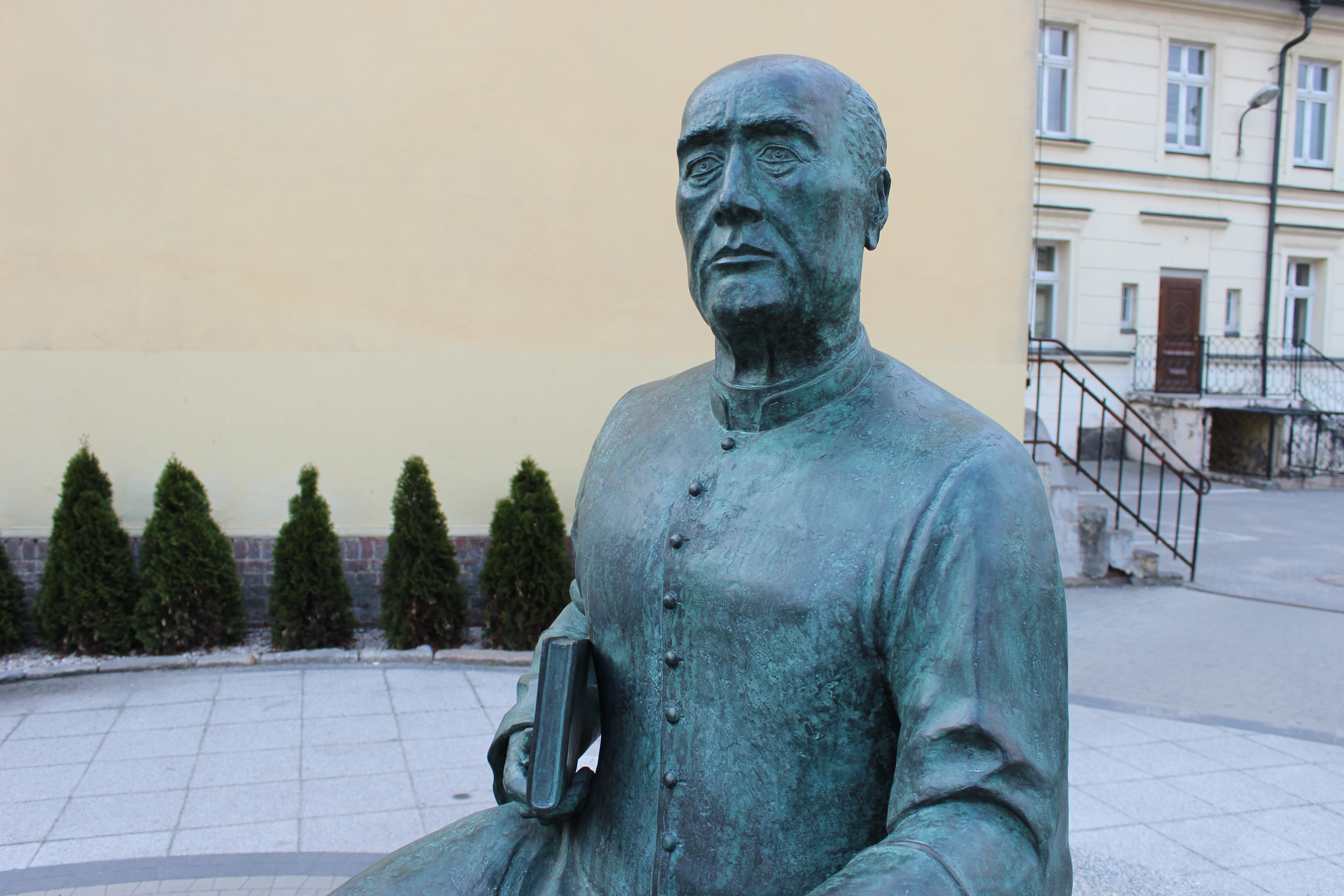
Popiersie figury
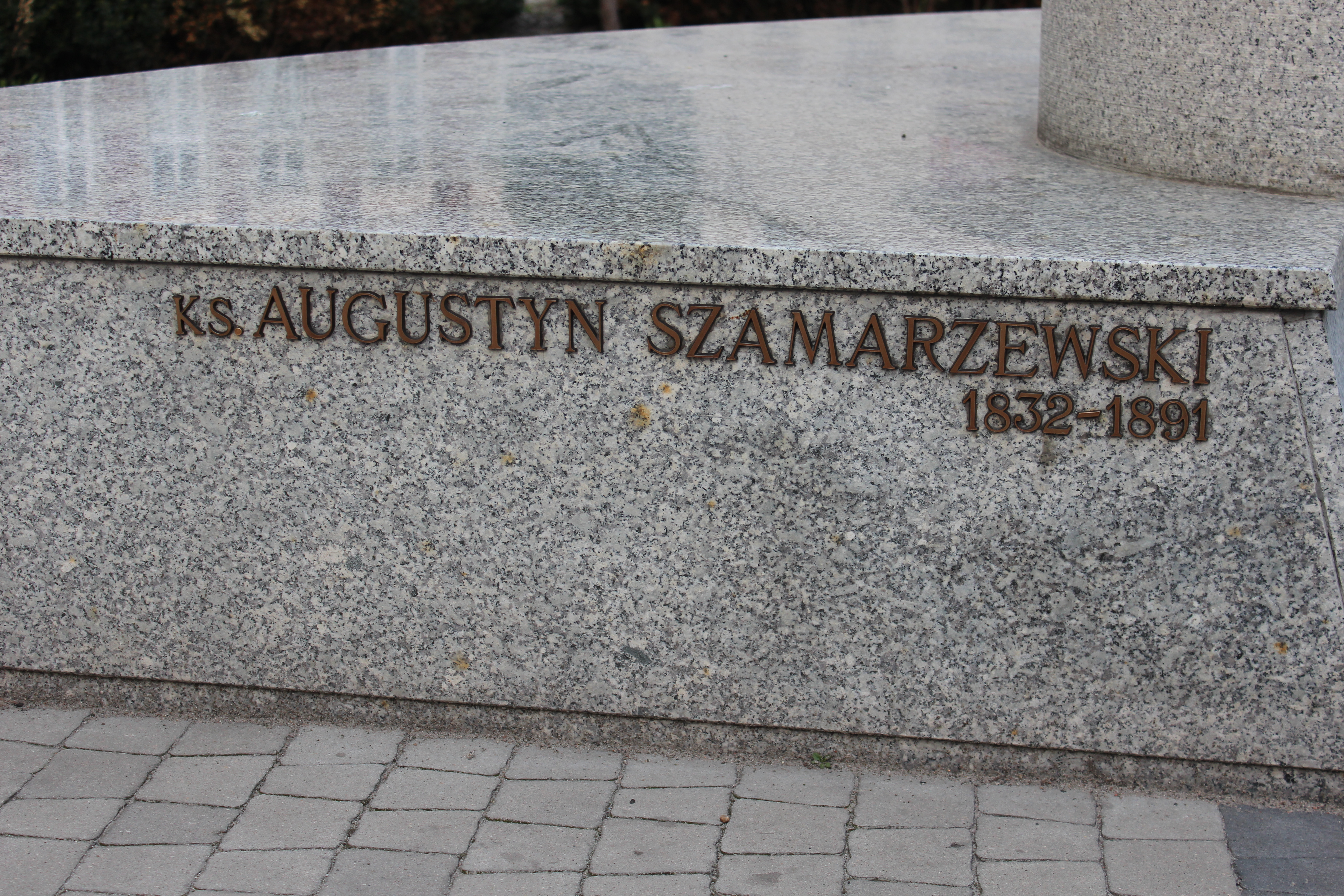
Inskrypcja na postumencie ławeczki
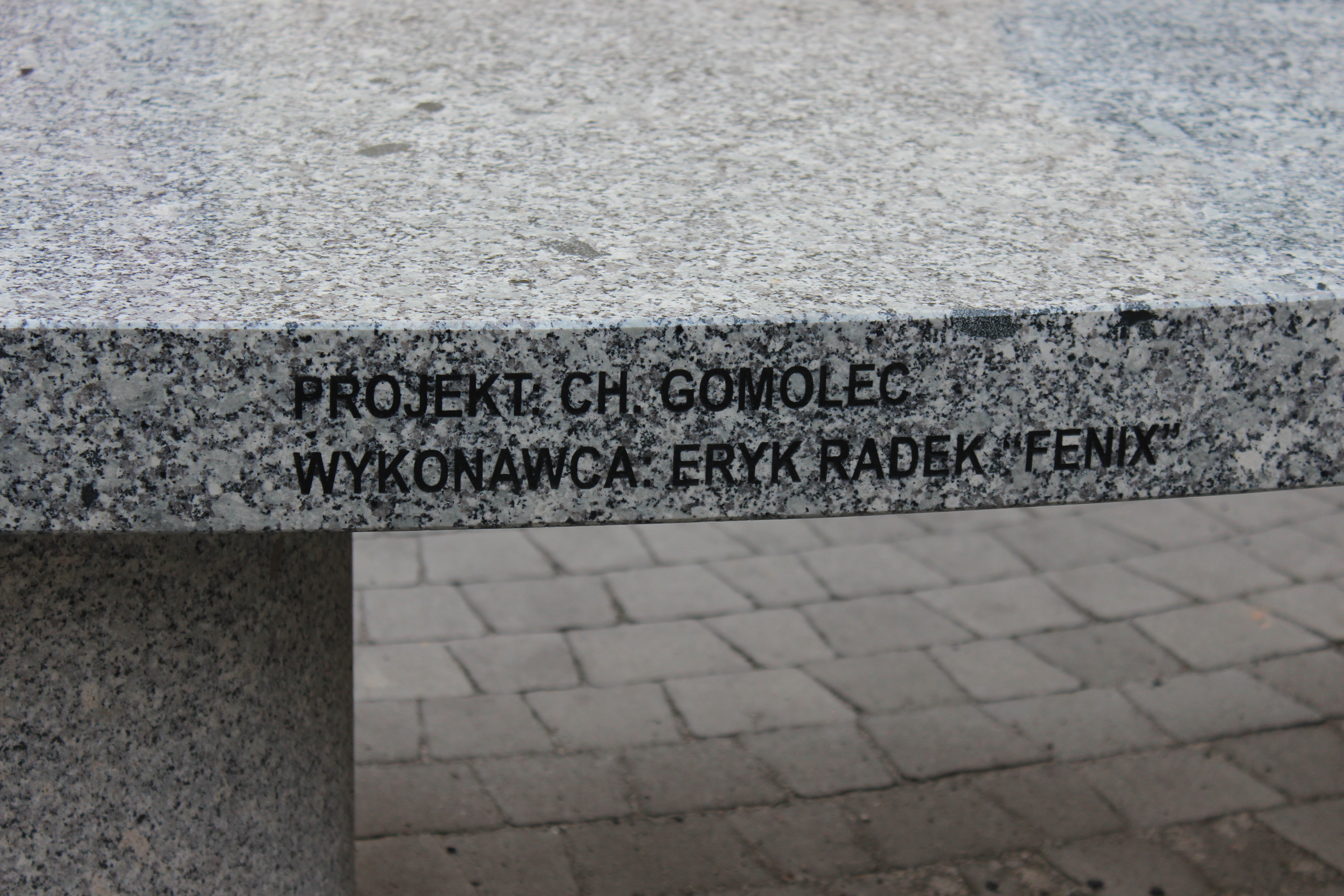
Inskrypcja z nazwiskami autorów pomnika